# Daulotypus umbratilis
Daulotypus umbratilis is een keversoort uit de familie zwamkevers (Endomychidae). De wetenschappelijke naam van de soort werd in 1932 gepubliceerd door Charles Oke.